# Milan Lach
Milan Lach SJ (Késmárk, 1973. november 18. –), szlovák katolikus szerzetespap, pozsonyi görögkatolikus segédpüspök.

## Élete
1973. november 18-án született Késmárkban, a kelet-szlovákiai szepesi településen.
Teológiát tanult a pozsonyi TF TU-n. Lachot 2000. november 11-én diakónussá, 2001. július 1-jén pedig pappá szentelték a kassai Istenszülő születése székesegyházban, mindkettőt Milan Chautur kassai esperes püspök végezte.
2001-től 2002-ig a kassai jezsuita közösségben teljesített civil szolgálatot, 2003-ban pedig a Kelet-Nyugat Spirituális Központban dolgozott tudósként. 2003-tól 2004-ig a kassai Kelet-Nyugat Spirituális Központ vezetőjévé nevezték ki, egyúttal segítette a kassai és Kassa-környéki keresztényeket és másokat.
2004-ben a római Pápai Keleti Intézetben kezdte meg tanulmányait, ahol 2009-ben doktorált. A nemzetközi akadémiai környezetben szerzett tapasztalatain túlmenően a Pápai Főiskolán segítő kézként a lelki szolgálat terén is tapasztalatot szerzett. a Russicumban és az Európai Cserkészszövetség szellemi asszisztenseként Rómában. Társszerzője volt a Vatikáni Rádiónak is.
Miután 2009-ben visszatért római tanulmányaiból, igazgatóként dolgozott a Kelet-Nyugat Spirituális Központban. A központ tudományos feladatainak ellátása, tudományos konferenciák szervezése, könyvtári alap építése és más országok intézeteivel való kapcsolatfelvétel mellett egy szemesztert tanított a kassai Katolikus Egyetem Hittudományi Karán, ahol tagja volt a Katolikus Egyetem Teológiai Karán is. a Verba Theologica teológiai folyóirat.
2009. december 30. óta a szlovákiai Jézus Társasága tagja. Tartományi tanácsos, 2012. január 1-től a jezsuita skolasztikusok megalakításának delegáltja.
Folyékonyan beszél szlovákul és olaszul, aktívan kommunikál angolul és oroszul, passzívan franciául.
Ferenc pápa 2013. április 19-én Eperjes segédpüspökévé nevezte ki. 2013. június 1-jén szentelték fel Ľutinában.
2017. június 24-én Ferenc pápa a Bizánci Pármai Eparchia apostoli adminisztrátorává nevezte ki az Egyesült Államokban. 2018. június 1-jén Ferenc pápa Lachot Parma püspökévéá nevezte ki. Egy hónappal később, július 1-jén került a püspöki székbe.
2023. január 23-án Ferenc pápa pozsonyi segédpüspökké és Ostracine címzetes püspökévé nevezte ki.

## Fordítás
Ez a szócikk részben vagy egészben  a   Milan Lach című angol Wikipédia-szócikk ezen változatának fordításán alapul.  Az eredeti cikk szerkesztőit annak laptörténete sorolja fel. Ez a jelzés csupán a megfogalmazás eredetét és a szerzői jogokat jelzi, nem szolgál a cikkben szereplő információk forrásmegjelöléseként.